# Private Arbeitsvermittlung
Als private Arbeitsvermittlung (PAV) wird die mit gemeinnützigem Charakter gewerbsmäßig umgesetzte Vermittlung von Erwerbslosen in die sozialversicherungspflichtige Beschäftigung bezeichnet. Die privaten Arbeitsvermittler arbeiten auf Erfolgsbasis. Neben der Vermittlung im Auftrag der Agentur für Arbeit (Vermittlungsgutschein AVGS(MPAV)) sind die PAV im Rahmen ihrer alljährlichen Zertifizierung verpflichtet Bewerberaufträge anzubieten, darüber hinaus betreiben einige PAV die Direktvermittlungen im Unternehmensauftrag. Die Unternehmen sind keine Zeitarbeitsunternehmen.
Seit 2002 fördert die Bundesagentur für Arbeit die private Arbeitsvermittlung als Ergänzung zur öffentlich-rechtlichen Vermittlung durch Ausgabe eines Vermittlungsgutscheines (VGS) bzw. eines Aktivierungs- und Vermittlungsgutscheines (AVGS) an Arbeitslose, um eine zuvor arbeitslose Person aus dem Leistungsbezug (Arbeitslosengeld I oder Arbeitslosengeld II (Hartz IV)) in ein sozialversicherungspflichtiges Beschäftigungsverhältnis zu führen. Mit dem AVGS/MPAV kann, wenn gewünscht in den gesamten Schengenraum vermittelt werden, der Gutschein hat in der Regel eine dreimonatige Gültigkeitsdauer und er hat einen Wert von 2.500 Euro, er ist von der USt. befreit. Über die Höhe der Erfolgsprovision wird im Bundestag entschieden. Es ist der einzige AVGS-Gutschein auf den ein Rechtsanspruch besteht (ALG1 Empfänger), somit vom Gesetzgeber am stärksten ausgestattet.

## Vermittlungsmonopol und Liberalisierung
Zwischen 1931 und 1994 hatten in Deutschland die Arbeitsämter das Vermittlungsmonopol. Das Monopol wurde 1994 erstmals gelockert, nachdem der Europäische Gerichtshof (EuGH) 1991 entschieden hatte, dass das Vermittlungsmonopol gegen die Bestimmungen des EWG-Vertrags verstieß, die die Wettbewerbsfreiheit geboten. Zum 1. April 1994 wurde die Arbeitsvermittlung in Deutschland auch für private Vermittler freigegeben, aber zunächst noch unter Erlaubnisvorbehalt gestellt und gesetzlich relativ stark reglementiert. Bereits zum 1. August 1994 wurde es weiter liberalisiert. Seit dem Inkrafttreten des SGB III zum 1. Januar 1998 war die private Arbeitsvermittlung in den §§ 291 ff SGB III geregelt.
Seit dem 28. März 2002 wurde die Erlaubnispflicht für private Arbeitsvermittler in Deutschland aufgehoben und Vermittlungsgutscheine für Arbeitslose eingeführt (weggefallen am 31. März 2012 mit Fassung aufgrund des Gesetzes zur Verbesserung der Eingliederungschancen am Arbeitsmarkt vom 20. Dezember 2011 (BGBl. I S. 2854) m.W.v. 1. April 2012.). Seit dem 1. April 2012 gilt für die Maßnahmen zur Aktivierung und beruflichen Eingliederung § 45 SGB III.
Außerdem ist mit dem EuGH-Urteil vom 11. Januar 2007 ist auch eine Vermittlung in das europäische Ausland innerhalb der EU mit dem Vermittlungsgutschein möglich.
Einige wenige, wichtige Regelungen bestimmen in den § 292, §§ 296 bis 298 SGB III z. B. die Notwendigkeit eines Vermittlungsvertrages, die Erlaubnis der Entgegennahme einer Vermittlungsvergütung vom Arbeitsuchenden, wenn infolge der Vermittlung des Vermittlers ein Beschäftigungsverhältnis zustande gekommen ist (der Vermittler darf keine Vorschüsse auf die Vergütungen verlangen oder entgegennehmen), sowie das Verbot der Entgegennahme einer Vergütung bei Ausbildungsvermittlungen von Ausbildungssuchenden (Azubi). Außerdem werden ebenfalls die Erhebung, Verarbeitung sowie Nutzung und datenschutzgemäße Behandlung von Bewerber-Daten geregelt.
Einzelheiten zur Durchführung des Vermittlungsgutschein-Verfahrens werden in der Geschäftsanweisung zum Vermittlungsgutschein (GA-VGS) geregelt. Die GA-VGS wurde von der Bundesagentur für Arbeit in den Jahren seit 2002 mehrfach aktualisiert.
Eine besondere Eignung/Nachweise vom Vermittler waren vor dem 1. April 2012 nicht nachzuweisen. Damals musste zum Zeitpunkt der Vermittlung eine entsprechende Gewerbeanmeldung vorgelegt werden. Seit dem 1. April 2012 muss jeder Vermittler, welcher einen AVGS einlösen will, sich von einer unabhängigen, fachkundigen Stelle in regelmäßigen, zeitlichen Abständen prüfen und zertifizieren lassen. Liegt diese vor, kann der private Vermittler nach einer Vermittlung die Vergütung anhand der Einlösung eines Vermittlungsgutscheins beanspruchen. Die Auszahlung der 1. und 2. Rate des AVGS nach einer Vermittlung setzt die Erfüllung von Bedingungen voraus. Vermittlungen, die als Privatvertrag vereinbart waren und die nicht über den AVGS abgerechnet werden, unterliegen nicht der Zertifizierungspflicht, sind jedoch umsatzsteuerpflichtig.
Die Bundesagentur für Arbeit übernimmt die Kontrollfunktion für die Einhaltung der Vorschriften. Die BA selbst hat in Zusammenarbeit mit dem BMAS festgelegt, dass eine Beantragung der Auszahlung der 1. Rate 6 Wochen nach Abschluss des Arbeitsvertrages keine Kosten für den Haushalt der BA verursacht (Kostenneutralität), da der Betrag bis dahin durch die Beendigung des Leistungsbezuges bereits eingespart wurde. Analog gilt das auch für die Zahlung der 2. Tranche nach 6 Monaten.

## Vermittlungsgebühr
Bis zum 31. März 2012 und weiterhin seit dem 1. April 2012 muss ein Vermittlungsvertrag nach § 296 SGB III zwischen dem arbeitssuchenden Bewerber und dem privaten Arbeitsvermittler geschlossen werden. Es reicht nicht wenn man nur einen Aktivierungs- und Vermittlungsgutschein (AVGS) vorweist.
Bei dem Vertrag handelt es sich um einen privatrechtlichen Vermittlungsvertrag zwischen dem Bewerber und dem privaten Arbeitsvermittler, mit dem der Bewerber sich ggf. im Erfolgsfall zur Zahlung der Vermittlungsvergütung verpflichtet. Mit der Vorlegung eines gültigen Aktivierungs- und Vermittlungsgutscheins kann der Bewerber den privaten Arbeitsvermittler bezahlen. Dieser Vermittlungsgutschein muss bereits vor einer Vermittlung (Arbeitsvertragsunterzeichnung, ggf. Beschäftigungsaufnahme) vorliegen, wie die im Vermittlungsgutschein geschilderten Regelungen und Auszahlungsbedingungen erfüllt sein müssen, da ansonsten der Vermittlungsgutschein nicht ausgezahlt wird.
Aus dem Vermittlungsvertrag muss insbesondere die Vermittlungsvergütung hervorgehen, die der Arbeitsuchende bei Erfolg an den Vermittler zahlen soll. Dieses Arbeitnehmer-Honorar orientiert sich grundsätzlich an der Höhe des vorliegenden Vermittlungsgutscheines (i. d. R. 2.000 €).
Der Vermittlungsvertrag ist ein Maklervertrag, da ausschließlich bei einem Vermittlungserfolg eine Vergütung fällig wird.
Nach erfolgreicher Vermittlung kann der Arbeitsvermittler der Institution, die den Vermittlungsgutschein ausgestellt hat, 2 Raten in Rechnung stellen:
1. Rate nach 6 Wochen in Beschäftigung / 1.000 €
2. Rate nach 6 Monaten in Beschäftigung / 1.000 € bis max. 1.500 € (im Sonderfall). Diese Beträge sind von der Umsatzsteuer befreit.
Eine Honorarberechnung gegenüber dem Arbeitsuchenden ist alternativ erlaubt. Hierfür wird in der Regel ein Privatvertrag geschlossen.
Auch bei einem Privatvertrag darf die Vermittlungsgebühr gegenüber dem Bewerber insgesamt 2.000 € nicht überschreiten. Die Vermittlungsgebühr, die mit einem Arbeitssuchenden ohne AVGS, als Privatvertrag, vereinbart wurde unterliegt der Umsatzsteuerpflicht. Seit 2023 beträgt die Erfolgsprovision AVGS/MPAV mindestens 2.500 Euro (USt. befreit) es sind zwei Raten a 1.250 Euro.

## Arbeitsvermittler
Die Eignung eines Arbeitsvermittlers ist bisher durch keine Berufsordnung oder gesetzliche Bestimmungen geregelt. Die Verbände der PAV erkennen für sich Qualitätsstandards (die jedoch nicht einklagbar sind) an, nach denen ein Arbeitsvermittler als Gewerbetreibender über entsprechende Geschäftsräume verfügen müsse, ebenso über eine angemessene Sachkenntnis, so z. B.:
- Befähigungsnachweis des Vermittlers (z. B. einschlägiges Diplom, Berufserfahrung, gegebenenfalls vermittlungsspezifische Zusatzausbildung, Kenntnis der Methoden des Profilings, kundengerechte Gesprächsführung und Klärung bestehender Vermittlungshemmnisse)
- Kenntnis der einschlägigen gesetzlichen Vorschriften
- Kenntnis des regionalen und überregionalen Arbeitsmarktes und seiner Akteure
- Kenntnis von Branchen- und Berufsprofilen
- Kenntnis des Datenschutzes
- Neben eindeutigen Geschäftsbedingungen und dem Vorliegen eines Beschwerdemanagements soll der Vermittler auch zur Zusammenarbeit mit fachkundigen Stellen (z. B. Schuldnerberatung) in der Lage sein und darüber hinaus
- Kontakte zu Arbeitgebern und Arbeitnehmern unterhalten.

## Ausbildung
Die Ausbildung zum Personaldienstleistungs-Kaufmann bereitet auch auf die Tätigkeit als Privater Arbeitsvermittler vor. Daher kann diese Ausbildung auch in Agenturen der PAV angesiedelt sein. Auch in einem Studium der Betriebswirtschaft mit dem Schwerpunkt Personal werden die Studenten u. a. auf die Tätigkeit als Privater Vermittler vorbereitet. Darüber hinaus gibt es auch die Möglichkeit, in Kursen eine Befähigung als Vermittlungscoach zu erhalten. Die Verbände der Privaten Arbeitsvermittlung bieten ebenfalls Zertifizierungen an.